# Svenska namn
Svenska namn är numera uppbyggda enligt principen Förnamn (ofta två eller tre) – Efternamn. Exempelvis Anna Birgitta Cecilia Bergendahl eller Robert Freddan Gustavsson.

## Nuvarande svenskt namnskick

### Förnamn
Förnamn används vanligen som kvinnliga eller manliga, men det finns några namn som i den svenska språksfären uppfattas som könsneutrala (t.ex. Kim) och det finns även lokala skillnader. 
Ett av förnamnen, ofta det första, är tilltalsnamnet. Om två förnamn förbinds med ett bindestreck så att de utgör ett dubbelnamn (till exempel Ann-Britt eller Lars-Erik) räknas de som ett förnamn. Det är ovanligt att samma person har flera dubbelnamn bland sina förnamn. Numera är dubbelnamn inte lika vanligt.

#### Kvinnonamn
Här är de tio vanligaste kvinnonamnen i Sverige, året 2018. 
| Nr  | Namn      | Antal bärare |
| --- | --------- | ------------ |
| 1.  | Maria     | 448 317      |
| 2.  | Elisabeth | 345 869      |
| 3.  | Anna      | 304 877      |
| 4.  | Kristina  | 282 825      |
| 5.  | Margareta | 255 062      |
| 6.  | Eva       | 202 083      |
| 7.  | Linnéa    | 166 351      |
| 8.  | Karin     | 165 416      |
| 9.  | Birgitta  | 165 033      |
| 10. | Marie     | 144 846      |

#### Mansnamn
Här är de tio vanligaste mansnamnen i Sverige, året 2007.
| Nr  | Namn    | Antal   | varav som tilltalsnamn | Procent tilltalsnamn av totalt antal |
| --- | ------- | ------- | ---------------------- | ------------------------------------ |
| 1.  | Erik    | 312.824 | 65.306                 | 20,9%                                |
| 2.  | Lars    | 243.692 | 103.966                | 42,7%                                |
| 3.  | Karl    | 219.439 | 62.979                 | 28,7%                                |
| 4.  | Anders  | 194.263 | 83.546                 | 43,0%                                |
| 5.  | Per     | 175.095 | 68.086                 | 38,9%                                |
| 6.  | Johan   | 173.281 | 76.881                 | 44,4%                                |
| 7.  | Nils    | 140.655 | 47.525                 | 33,8%                                |
| 8.  | Lennart | 137.371 | 30.554                 | 22,2%                                |
| 9.  | Emil    | 134.593 | 67.029                 | 49,8%                                |
| 10. | Hans    | 126.143 | 58.419                 | 46,3%                                |

### Efternamn
De flesta personer inom den svenska språksfären har ett efternamn. Man kan inte bära två efternamn: om ens föräldrar har olika efternamn, eller om man vid giftermål vill ta sin partners namn utan att avstå sitt eget efternamn, får man ta ett mellannamn. Det första av "efternamnen" kallas då för mellannamn. Mellannamnet och efternamnet förbinds inte med bindestreck. Detta görs däremot vid ett antal äldre namnformer, dubbelnamn i efternamnet (till exempel Cavalli-Björkman).
Efternamnet är vanligen oberoende av kön, men det finns kvinnor som ändrar sina sonnamn (före detta patronymikon) till dotternamn som liknar äldre svenskt namnskick (Hanna Ivarsson kan alltså ändra sitt ärvda släktnamn till Ivarsdotter) eller i enlighet med äldre svenskt namnskick ta ett dotternamn efter endera sin far eller mor (Johannas och Kristians dotter Lisa kan alltså ta namnet Johannadotter eller Kristiansdotter).

#### Vanliga efternamn
Dessa är de tio vanligaste efternamnen i Sverige, 2018 .
| Nr  | Namn       | Antal   |
| --- | ---------- | ------- |
| 1.  | Andersson  | 231 727 |
| 2.  | Johansson  | 230 671 |
| 3.  | Karlsson   | 205 434 |
| 4.  | Nilsson    | 158 119 |
| 5.  | Eriksson   | 138 221 |
| 6.  | Larsson    | 116 232 |
| 7.  | Olsson     | 105 288 |
| 8.  | Persson    | 99 592  |
| 9.  | Svensson   | 93 225  |
| 10. | Gustafsson | 90 814  |

### Gårdsnamn
I Dalarna med omnejd lever ännu skicket att sätta sitt gårdsnamn före det första förnamnet kvar, exempelvis Hållbus Totte Mattson.

## Fotnoter
1. ↑  ”Förnamn, kvinnor, topp 100”. Statistiska Centralbyrån. http://www.scb.se/hitta-statistik/statistik-efter-amne/befolkning/amnesovergripande-statistik/namnstatistik/pong/tabell-och-diagram/samtliga-folkbokforda--fornamn-och-tilltalsnamn-topplistor/fornamn-kvinnor-topp-100/. Läst 22 maj 2019.
2. ↑  Mansnamn, Aktualitet 31 december 2007 Arkiverad 16 september 2009 hämtat från the Wayback Machine., SCB
3. ↑  ”Efternamn, topp 100”. Statistiska Centralbyrån. http://www.scb.se/hitta-statistik/statistik-efter-amne/befolkning/amnesovergripande-statistik/namnstatistik/pong/tabell-och-diagram/samtliga-folkbokforda--efternamn-topplistor/efternamn-topp-100/. Läst 22 maj 2019.